# Rosa biebersteiniana
Rosa biebersteiniana — вид рослин з родини розових (Rosaceae); ендемік Кавказу. 

## Поширення
Ендемік Кавказу.